# Acrobàcia

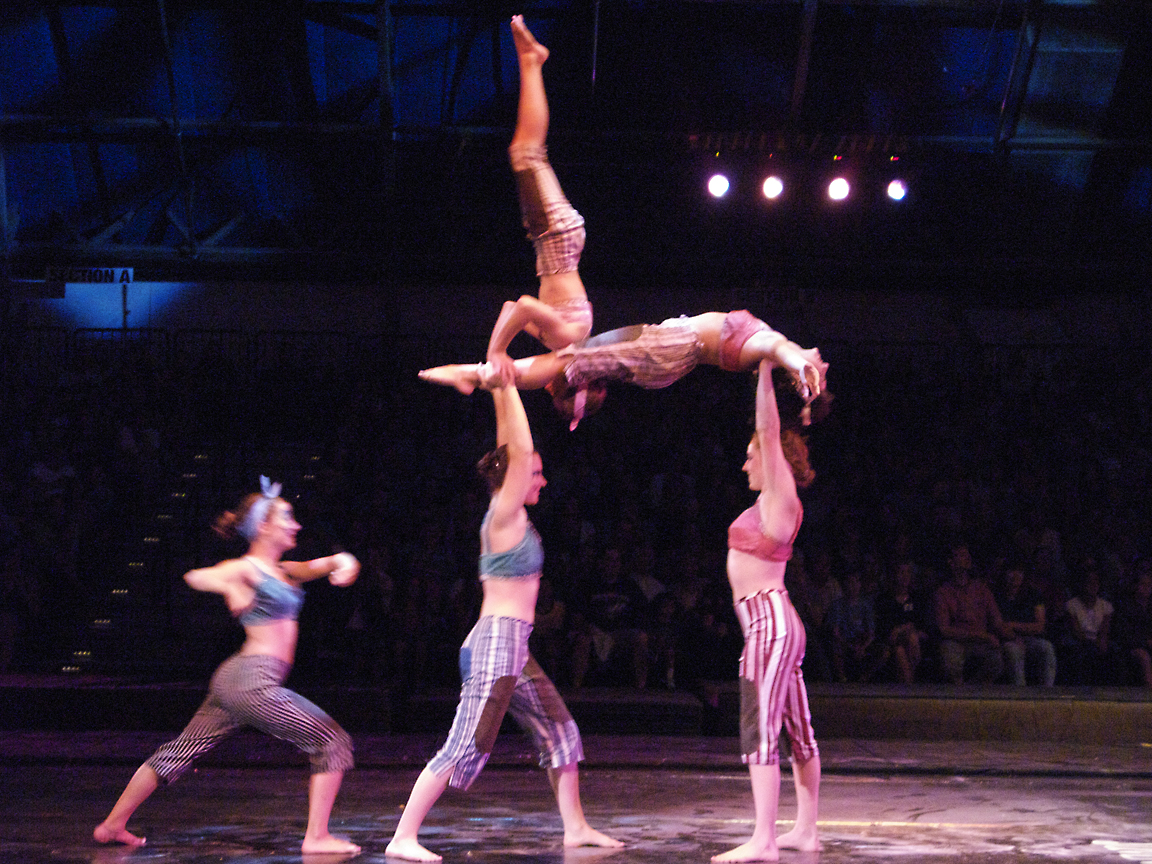
Espectacle d'acrobàcia

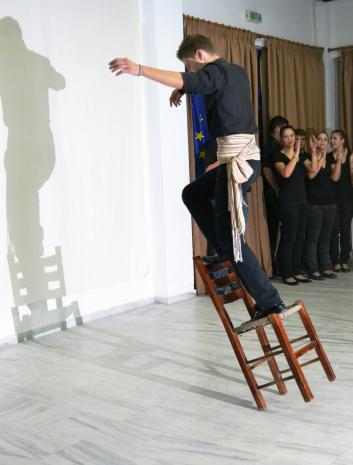
Acrobàcia en una escola

L'acrobàcia és una disciplina del circ i, dins les arts escèniques, l'art de fer salts, verticals, equilibris i altres posicions estàtiques i en moviment amb una finalitat estètica, amb una posada en escena determinada i normalment amb algun tipus de dramatúrgia. Sovint està combinada amb altres disciplines, com la dansa contemporània o el clown, per exemple. Pot ser a terra, una persona sola o diverses, o amb altres elements externs, incloent trapezi, ar, teles, corda fluixa, banda d'equilibris, diversos tipus de barra vertical, o també horitzontal, vehicles, etc.
En circ i espectacles semblants, és un número de varietats que fa l'artista, anomenat acròbata, amb aparells de tota mena, com ara anelles, perxes, filferros, o bé damunt d'una catifa col·locada a l'escenari o a la pista. Existeix també la dansa acrobàtica, per exemple en alguns balls de saló, que conté salts fora del comú i posicions d'equilibri normalment entre dos ballarins; la línia entre dansa acrobàtica i no acrobàtica és molt difusa i diferent per a cada disciplina i estil de dansa.
L'acrobàcia és una disciplina que al llarg de la història han hagut de dominar diferents tipus d'intèrprets, des de la comèdia togata del teatre llatí als actors formats per Grotowski, passant pels joglars, els actors orientals o a occident els dels entremesos i la comèdia de l'art en general, per exemple, entre d'altres.

## Etimologia
La paraula acròbata prové del grec Akrobatos que significa caminar sobre la punta dels peus. És la persona que fa habilitats sobre cordes o trapezis.

## Acrobàcia en l'educació
Les tècniques acrobàtiques s'usen com una part més de l'educació física i de consciència corporal, i a través d'elles d'educació emocional i autoconeixement. Els exercicis acrobàtics formen part de la formació i entrenament actoral actual. També, mitjançant aquests exercicis corporals, s'entrenen eines psicològiques. Es poden utilitzar altrament com un medi més d'integració social, especialment en nens, joves i adolescents.

## Galeria d'imatges
- Una acròbata amb cercle aeri
- A la corda fluixa
- Acròbates en un trapezi
- Acròbates amb vehicle a la corda fluixa
- Acrobàcia aèria